# 1996年アトランタオリンピックのポーランド選手団
1996年アトランタオリンピックのポーランド選手団（1996ねんアトランタオリンピックのポーランドせんしゅだん）は、1996年7月19日から8月4日にかけてアメリカ合衆国のジョージア州アトランタで開催された1996年アトランタオリンピックのポーランド選手団、およびその競技結果。

## 概要
今大会は金メダル7個、銀メダル5個、銅メダル5個の合計17個のメダルを獲得した。

## メダル
| メダル | 選手名                     | 競技 | 種目           |
| ------ | -------------------------- | ---- | -------------- |
| 金     | ロベルト・コジェニョフスキ | 陸上 | 男子50km競歩   |
| 金     | パウエル・ナツラ           | 柔道 | 男子95kg以下級 |
| 銀     | アルツール・パルティカ     | 陸上 | 男子走高跳     |
| 銀     | アネタ・シュチェパンスカ   | 柔道 | 女子66kg以下級 |